# Bohemia (Zeitschrift)
Bohemia. Zeitschrift für Geschichte und Kultur der böhmischen Länder ist eine seit 1960 erscheinende wissenschaftliche Fachzeitschrift zur Geschichte der Region Böhmen und der Staaten Tschechien, Slowakei und Tschechoslowakei im ostmitteleuropäischen Zusammenhang. Der englische Untertitel lautet A Journal of History and Civilisation in East Central Europe.

## Geschichte, Erscheinen und Inhalte
Die interdisziplinäre Zeitschrift mit regionalem Schwerpunkt erschien erstmals 1960. Die Zeitschrift wird im Auftrag des Münchner Forschungsinstituts Collegium Carolinum herausgegeben, das auch als Verleger fungiert. Von Band 1 (1960) bis Band 20 (1979) hatte die Zeitschrift den Untertitel Jahrbuch des Collegium Carolinum. Anfangs noch einfaches Mitteilungsblatt des Trägervereins des Instituts, entwickelte sich die Zeitschrift nach einigen Jahren zur „zentralen Kommunikationsplattform der wissenschaftlichen Community“ der historischen Bohemistik, auch wenn Wissenschaftler des Ostblocks in der Zeit des Kalten Krieges nur vereinzelt oder unter Pseudonym dort veröffentlichen konnten. In ihr wurde nach den Revolutionen im Jahr 1989 eine Debatte über die Beschränkungen der nationalen Geschichtsschreibungen und eine gegenseitige Öffnung angestoßen und ausgetragen. Das Herausgebergremium wurde internationalisiert und die Inhalte thematisch verbreitert sowie für neue Ansätze geöffnet. Seit 2010 findet ein Peer-Review der Beiträge statt.
Im Jahr 2018 waren Martin Schulze Wessel, Michaela Marek, Frank Hadler, Sheilagh Ogilvie und Martin Nodl Herausgeber. Die Zeitschrift sieht sich in ihrer fachlichen Spezialisierung als einzigartig in Westeuropa. H-Soz-Kult nannte die Publikation 2016 das „zuverlässige“ und „zentrale wissenschaftliche Organ für alle Probleme aus Geschichte und Gegenwart der böhmischen Länder“. Die regionalhistorische Rezensionsplattform Recensio Regio bezeichnete die Zeitschrift 2018 als international anerkannt.
Die Druckausgabe erscheint zweimal jährlich. Jeweils zwei Ausgaben ergeben einen Band. In jeder Ausgabe erscheinen etwa 50 Rezensionen zu böhmischer Geschichte und Gegenwart. Zu jedem Beitrag erscheinen Abstracts auf Englisch, Französisch und Tschechisch. Außerdem pflegt die Zeitschrift eine umfassende kommentierte Bibliographie.

## Bohemia-Online
Seit März 2013 werden sämtliche Ausgaben mit einer Verzögerung von je 24 Monaten (Moving Wall) nach der Druckausgabe online verfügbar gemacht. Inhaltsverzeichnis, Aufsatzzusammenfassungen, Marginalien, Tagungsberichte und Rezensionen sind bereits mit Erscheinen der Druckausgabe abrufbar. Die Texte erscheinen jedoch nicht unter einer freien Lizenz, daher kann die Zeitschrift allenfalls als Bronze Open Access bezeichnet werden. Das Projekt wurde gemeinsam vom Collegium Carolinum und der Bayerischen Staatsbibliothek durchgeführt und von der Deutschen Forschungsgemeinschaft gefördert. Seit 2016 wird für Bohemia-Online, dessen Bedienoberfläche auf Deutsch, Englisch, Tschechisch und Slowakisch verfügbar ist, als Software das Open Journal System benutzt. Die Rezensionen sind auch über Recensio.net verfügbar, die Inhalte über die Volltext-Datenbank ViFaOstDok.
Als Ziel dieser Verfügbarmachung nannten die Projektbeteiligten eine Intensivierung des Austauschs über die Bohemistik. Damit wird auf die veränderten Recherchegewohnheiten und die Schwierigkeiten des kleinen Fachbereichs reagiert, wahrgenommen zu werden, zumal die Wissenschaftsbudgets in Tschechien und der Slowakei schmal sind. Christiane Brenner, die beim Collegium Carolinum als Historikerin beschäftigt ist und seit 1999 als Redakteurin die Zeitschrift betreut, hat 2016 als Ergebnis dieser Veränderungen bezeichnet, dass die Zahl der Nutzerzugriffe und der Manuskriptangebote deutlich gestiegen sei. Ein weiteres Ziel sei es, zunehmend in englischer Sprache zu publizieren. Der Historiker Klaus Graf kritisierte 2013, die Volltextsuche in diesen Inhalten sei eine „Insellösung“, da sie nicht mit anderen Beständen vernetzt sei.